# Dingana laetifica
Dingana laetifica är en fjärilsart som beskrevs av Bates 1865. Dingana laetifica ingår i släktet Dingana och familjen praktfjärilar. Inga underarter finns listade i Catalogue of Life.